# Влађ Златоносовић
Влађ Златоносовић је био кнез из властелинске породице Златоносовића која је управљала облашћу Усоре у Краљевини Босни.
Био је један од оних српских племића који су се налазили у одреду Влатка Вуковића у бици на Косову 1389. године, а који су током битке заробљени. Са њим је заједно заробљен и његов брат Стефан.
После Косовске битке краљ се Стефан Твртко распитује о заробљеној властели, те 1390. године даје фирентинцу Тадеју Јакубу дукате да се распита о заробљеној властели по Турској. Следећа опсежна акција у проналаску заробљеника покренута је почетком 15. вијека, одмах после битке код Ангоре. Прочуло се да је властела заробљена на Косову 1389. године, побјегла у Константинопољ. Тако су Дубровчани послали Милоша Милишевића фебруара 1403. године млетачком галијом до Константинопоља. Требало је да се он распита о поменутој властели и да дође у контакт са њима ако је то могуће.
Њихови рођаци Вукашин и Вукмир Златоносовић покушавали су да их ослободе преко Дубровачке републике 1403. године. У писму од 16. марта 1403. године, Дубровчани се обраћају војводи Вукмиру и Вукашину те пишу да ће се заузети код:
цариградског цара за њихова два братучеда да се врате кући
.
Међутим напори Дубровчана остали су без резултата.